# Alkalije
Alkalije (arap. al-qilw: potaša), hidroksidi i oksidi alkalijskih i zemnoalkalijskih metala, u prvome redu hidroksidi natrija i kalija, tvari kojih vodene otopine (lužine) djeluju lužnato (pH vrijednost veća od 7).

Bazičnih su svojstava, neutralizacijom s kiselinama tvore soli.